# بيدرو دي فيليبي
بيدرو دي فيليبي (بالإسبانية: Pedro de Felipe)‏ (18 يوليو 1944 بمدريد في إسبانيا - 12 أبريل 2016 بمدريد في إسبانيا) هو وكيل رياضي ولاعب كرة قدم إسباني في مركز الدفاع. شارك مع منتخب إسبانيا لكرة القدم. أما مع النوادي، فقد لعب مع إسبانيول ورايو فايكانو وريال مدريد.

## وصلات خارجية
- بيدرو دي فيليبي على موقع الاتحاد الأوربي (الإنجليزية)
- بيدرو دي فيليبي على موقع قاعدة بيانات كرة القدم.إي يو (الإنجليزية)
- بيدرو دي فيليبي على موقع ناشيونال فوتبول تيمز (الإنجليزية)